# Grönländische Fußballmeisterschaft 1992
Die Grönländische Fußballmeisterschaft 1992 war die 30. Spielzeit der Grönländischen Fußballmeisterschaft.
Meister wurde zum ersten Mal Aĸigssiaĸ Maniitsoq.

## Teilnehmer
Folgende Mannschaften nahmen an der Meisterschaft teil. Teilnehmer der Schlussrunde sind fett.
- K'ingmeĸ-45 Upernavik
- UB-83 Upernavik
- FC Malamuk Uummannaq
- Eqaluk-56 Ikerasak
- Disko-76 Qeqertarsuaq
- I-69 Ilulissat
- N-48 Ilulissat
- CIF-70 Qasigiannguit
- Kugsak-45 Qasigiannguit
- A-51 Akunnaaq
- T-41 Aasiaat
- T-41 Aasiaat II
- Ippernaq-53 Kangaatsiaq
- S-68 Sisimiut
- S-68 Sisimiut II
- SAK Sisimiut
- SAK Sisimiut II
- K'âsuk Kangaamiut
- Aĸigssiaĸ Maniitsoq
- Kâgssagssuk Maniitsoq
- B-67 Nuuk
- B-67 Nuuk II
- NÛK
- NÛK II
- Iliarssuk Qeqertarsuatsiaat
- Nagtoralik Paamiut
- N-85 Narsaq
- K-33 Qaqortoq
- QAA Qaqortoq
- Arssaĸ-50 Alluitsup Paa
- Siuteroĸ Nanortalik
- ATA Tasiilaq

## Modus
In der Vorrunde traten die Mannschaften in neun regionalen Gruppen mit zwei bis fünf Mannschaften gegeneinander an, um sich für die Zwischenrunde zu qualifizieren. Dort wurden die übrigen Mannschaften (und die beiden Mannschaften aus Ilulissat, die in der Vorrunde nicht gegeneinander antreten mussten) in fünf regionale Gruppen mit zwei bis vier Teilnehmern aufgeteilt. Sechs Mannschaften qualifizierten sich schließlich für die Schlussrunde, die wie üblich in zwei Dreiergruppen und anschließender K.-o.-Phase ausgetragen wurde.

## Ergebnisse

### Vorrunde

#### Gruppe A
In dieser Gruppe traten die vier nördlichsten Mannschaften K'ingmeĸ-45 Upernavik, UB-83 Upernavik, Eqaluk-56 Ikerasak und FC Malamuk Uummannaq gegeneinander an. Letzter qualifizierte sich für die Zwischenrunde. Gespielt wurde in Upernavik und Uummannaq.

#### Gruppe B
Die Gruppe bestand aus CIF-70 Qasigiannguit, A-51 Akunnaaq und T-41 Aasiaat. Die Spiele wurden in Qasigiannguit ausgetragen. Es ist nicht bekannt, welcher Verein sich für die Zwischenrunde qualifizierte.

#### Gruppe C
In der Gruppe spielten Disko-76 Qeqertarsuaq, T-41 Aasiaat II, Ippernaq-53 Kangaatsiaq und Kugsak-45 Qasigiannguit. Disko-76 Qeqertarsuaq und ein weiterer Verein qualifizierten sich für die Zwischenrunde. Gespielt wurde in Aasiaat.

#### Gruppe D
In der Gruppe spielten je zwei Mannschaften von S-68 Sisimiut und SAK Sisimiut. Spielort war Sisimiut. Es ist nicht bekannt, welcher Verein sich für die Zwischenrunde qualifizierte.

#### Gruppe E
In dieser Gruppe spielten K'âsuk Kangaamiut, Aĸigssiaĸ Maniitsoq und Kâgssagssuk Maniitsoq. Gespielt wurde in Maniitsoq. Aĸigssiaĸ Maniitsoq qualifizierte sich für die Zwischenrunde.

#### Gruppe F
Die Gruppe ist die einzige, aus der Spielergebnisse überliefert sind. Es traten je zwei Mannschaften von NÛK und B-67 Nuuk an, sowie ATA Tasiilaq, das TM-62 Kulusuk ersetzte, das ursprünglich an der Meisterschaft hätte teilnehmen sollen.
| Pl. | Verein       | Sp. | S | U | N | Tore    | Punkte |
| --- | ------------ | --- | - | - | - | ------- | ------ |
| 1.  | NÛK          | 4   | 4 | 0 | 0 | 023:200 | 08     |
| 2.  | B-67 Nuuk    | 4   | 3 | 0 | 1 | 018:800 | 06     |
| 3.  | B-67 Nuuk II | 4   | 2 | 0 | 2 | 011:800 | 04     |
| 4.  | NÛK II       | 4   | 1 | 0 | 3 | 007:160 | 02     |
| 5.  | ATA Tasiilaq | 4   | 0 | 0 | 4 | 007:320 | 0      |

| Datum         |              | Ergebnis |              | Ort  |
| ------------- | ------------ | -------- | ------------ | ---- |
| 8. Juli 1992  | NÛK II       | 0:2      | NÛK          | Nuuk |
| 8. Juli 1992  | B-67 Nuuk    | 2:1      | B-67 Nuuk II | Nuuk |
| 9. Juli 1992  | NÛK          | 5:0      | B-67 Nuuk    | Nuuk |
| 9. Juli 1992  | NÛK II       | 5:3      | ATA Tasiilaq | Nuuk |
| 11. Juli 1992 | NÛK II       | 1:5      | B-67 Nuuk II | Nuuk |
| 11. Juli 1992 | NÛK          | 13:1     | ATA Tasiilaq | Nuuk |
| 12. Juli 1992 | B-67 Nuuk II | 4:2      | ATA Tasiilaq | Nuuk |
| 12. Juli 1992 | NÛK II       | 1:6      | B-67 Nuuk    | Nuuk |
| 13. Juli 1992 | B-67 Nuuk    | 10:1     | ATA Tasiilaq | Nuuk |
| 13. Juli 1992 | NÛK          | 3:1      | B-67 Nuuk II | Nuuk |

#### Gruppe G
In dieser Gruppe befanden sich lediglich Iliarssuk Qeqertarsuatsiaat und Nagtoralik Paamiut. Letzterer qualifizierte sich für die Zwischenrunde. Gespielt wurde in Paamiut.

#### Gruppe H
Die Gruppe bestand aus N-85 Narsaq, K-33 Qaqortoq und QAA Qaqortoq. Die ersten beiden qualifizierten sich für die Zwischenrunde. Die Spiele wurden in Qaqortoq ausgetragen.

#### Gruppe I
Die Gruppe bestand lediglich aus Arssaĸ-50 Alluitsup Paa und Siuteroĸ Nanortalik. Letzterer qualifizierte sich für die Zwischenrunde. Gespielt wurde in Nanortalik.

### Zwischenrunde

#### Gruppe A
In dieser Gruppe spielten FC Malamuk Uummannaq, Disko-76 Qeqertarsuaq, der Gruppensieger aus Gruppe B der Vorrunde und der Gruppenzweite aus Gruppe C. Die erstgenannten beiden Mannschaften qualifizierten sich für die Schlussrunde. Gespielt wurde in Qeqertarsuaq.

#### Gruppe B
In der Gruppe spielten die beiden Mannschaften aus Ilulissat, I-69 und N-48. Dies waren die einzigen beiden Mannschaften, die nicht in der Vorrunde spielen mussten, vermutlich um zu gewährleisten, dass eine Mannschaft aus Ilulissat an der dort ausgetragenen Schlussrunde teilnimmt.

#### Gruppe C
In der Gruppe spielte Aĸigssiaĸ Maniitsoq gegen den Gruppensieger von Gruppe D der Vorrunde, wobei ersterer sich durchsetzte. Gespielt wurde in Maniitsoq.

#### Gruppe D
| Pl. | Verein             | Sp. | S | U | N | Tore    | Punkte |
| --- | ------------------ | --- | - | - | - | ------- | ------ |
| 1.  | NÛK                | 4   | 1 | 3 | 0 | 011:700 | 05     |
| 2.  | B-67 Nuuk          | 4   | 1 | 3 | 0 | 010:700 | 05     |
| 3.  | Nagtoralik Paamiut | 4   | 0 | 2 | 2 | 008:150 | 02     |

|                    | Ergebnis |                    | Ort     |
| ------------------ | -------- | ------------------ | ------- |
| B-67 Nuuk          | 2:2      | NÛK                | Paamiut |
| NÛK                | 2:2      | Nagtoralik Paamiut | Paamiut |
| Nagtoralik Paamiut | 2:2      | B-67 Nuuk          | Paamiut |
| NÛK                | 1:1      | B-67 Nuuk          | Paamiut |
| Nagtoralik Paamiut | 2:6      | NÛK                | Paamiut |
| B-67 Nuuk          | 5:2      | Nagtoralik Paamiut | Paamiut |

#### Gruppe E
| Pl. | Verein              | Sp. | S | U | N | Tore    | Punkte |
| --- | ------------------- | --- | - | - | - | ------- | ------ |
| 1.  | Siuteroĸ Nanortalik | 2   | 1 | 1 | 0 | 010:700 | 03     |
| 2.  | K-33 Qaqortoq       | 2   | 0 | 2 | 0 | 005:500 | 02     |
| 3.  | N-85 Narsaq         | 2   | 0 | 1 | 1 | 006:900 | 01     |

|                     | Ergebnis |               | Ort        |
| ------------------- | -------- | ------------- | ---------- |
| Siuteroĸ Nanortalik | 7:4      | N-85 Narsaq   | Nanortalik |
| K-33 Qaqortoq       | 2:2      | N-85 Narsaq   | Nanortalik |
| Siuteroĸ Nanortalik | 3:3      | K-33 Qaqortoq | Nanortalik |

### Schlussrunde

#### Vorrunde
Die Spiele fanden in Ilulissat statt.
Gruppe A
| Pl. | Verein                | Sp. | S | U | N | Tore    | Punkte |
| --- | --------------------- | --- | - | - | - | ------- | ------ |
| 1.  | NÛK                   | 2   | 2 | 0 | 0 | 007:200 | 04     |
| 2.  | N-48 Ilulissat        | 2   | 1 | 0 | 1 | 005:400 | 02     |
| 3.  | Disko-76 Qeqertarsuaq | 2   | 0 | 0 | 2 | 001:700 | 0      |

| Datum           |                | Ergebnis  |                       |
| --------------- | -------------- | --------- | --------------------- |
| 18. August 1992 | NÛK            | 3:2 (0:1) | N-48 Ilulissat        |
| 19. August 1992 | NÛK            | 4:0 (1:0) | Disko-76 Qeqertarsuaq |
| 20. August 1992 | N-48 Ilulissat | 3:1 (2:0) | Disko-76 Qeqertarsuaq |

Gruppe B
| Pl. | Verein               | Sp. | S | U | N | Tore    | Punkte |
| --- | -------------------- | --- | - | - | - | ------- | ------ |
| 1.  | Aĸigssiaĸ Maniitsoq  | 2   | 2 | 0 | 0 | 006:100 | 04     |
| 2.  | Siuteroĸ Nanortalik  | 2   | 1 | 0 | 1 | 002:200 | 02     |
| 3.  | FC Malamuk Uummannaq | 2   | 0 | 0 | 2 | 000:500 | 0      |

| Datum           |                      | Ergebnis  |                      |
| --------------- | -------------------- | --------- | -------------------- |
| 18. August 1992 | Aĸigssiaĸ Maniitsoq  | 4:0 (1:0) | FC Malamuk Uummannaq |
| 19. August 1992 | Aĸigssiaĸ Maniitsoq  | 2:1 (2:1) | Siuteroĸ Nanortalik  |
| 20. August 1992 | FC Malamuk Uummannaq | 0:1 (0:0) | Siuteroĸ Nanortalik  |

#### Platzierungsspiele
Halbfinale
| Datum           |                     | Ergebnis  |                     | Ort       |
| --------------- | ------------------- | --------- | ------------------- | --------- |
| 22. August 1992 | NÛK                 | 2:4 (0:2) | Siuteroĸ Nanortalik | Ilulissat |
| 22. August 1992 | Aĸigssiaĸ Maniitsoq | 2:1 (1:0) | N-48 Ilulissat      | Ilulissat |

Spiel um Platz 5
| Datum           |                       | Ergebnis  |                      | Ort       |
| --------------- | --------------------- | --------- | -------------------- | --------- |
| 21. August 1992 | Disko-76 Qeqertarsuaq | 4:1 (2:1) | FC Malamuk Uummannaq | Ilulissat |

Spiel um Platz 3
| Datum           |     | Ergebnis  |                | Ort       |
| --------------- | --- | --------- | -------------- | --------- |
| 23. August 1992 | NÛK | 1:3 (1:1) | N-48 Ilulissat | Ilulissat |

Finale
| Datum           |                     | Ergebnis   |                     | Ort       |
| --------------- | ------------------- | ---------- | ------------------- | --------- |
| 23. August 1992 | Aĸigssiaĸ Maniitsoq | 12:0 (5:0) | Siuteroĸ Nanortalik | Ilulissat |